# ジャック・レイモン・ブラスカサット
ジャック・レイモン・ブラスカサット（Jacques Raymond Brascassat、1804年8月30日 - 1867年2月28日）はフランスの画家である。

## 略歴
ボルドーで樽職人の息子に生まれた。12歳の時に装飾画家の見習いをすることから美術の世界に入った。地元の風景画家、リシャール（Théodore Richard）に認められてボルドーの美術学校（École des beaux-arts de Bordeaux）に入学し、デュブルデュー（Jean-Baptiste Dubourdieu）に学び、パリに出て、国立高等美術学校（École nationale supérieure des beaux-arts）でルイ・エルサン（Louis Hersent）に学んだ。
1825年にローマ賞の2位を受賞し、国からのイタリア留学資金を得られなかったが、ベリー公妃や国王シャルル10世からローマで2年間暮らす資金が与えられた。ブラスカサットは1826年から1830年の4年間、イタリアに滞在し、風景画を描き1831年からサロンに出展を始めた。1835年頃から動物画を描くようになった。1843年からイタリアを再び訪れ、その後、スコットランド、スイスなども訪れた、1836年にモンマルトルに農場を買い、納屋のそばにスタジオを作った。
1846年に芸術アカデミーの会員に選ばれた。シャルル＝フランソワ・ドービニーやジャン＝フェルディナン・シェニョーらを指導した。

## 作品

### 動物画
- 狼の攻撃を防ぐ牛
- 牡牛
- 犬
- パリへ運ばれるキリンのZarafa

### 肖像画・風景画
- View of Bordeaux
- Veduta di Bordeaux 1